# Euxoa fictilis
Euxoa fictilis là một loài bướm đêm trong họ Noctuidae.